# 浮田要三
浮田 要三（うきた ようぞう、1924年11月28日 - 2013年7月21日）は、日本の美術家である。
児童画教育に力を注ぎ、童詩雑誌「きりん」の創刊に関わり、中心的役割を果たした。:4-48,240-241

## 略歴
1924年に大阪府大阪市に生まれる。1947年に尾崎書房（大阪）に入社。1948年、井上靖・竹中郁の呼びかけで児童詩画誌『きりん』が創刊され、編集主幹といして制作・普及などすべてに携わる。『きりん』には主宰者の一人、竹中郁の関西学院の同窓である吉原治良の呼びかけにより、後に具体美術協会へと結集する画家たちが最初期から協力したほか、戦後民主主義を背景に多くの文学者や教育者が関わった。
1955年、その縁で具体美術協会に参加、1964年同会を退会する。1984年にドイツ、デュッセルドルフ具体・AU展に参加したのを皮切りに絵画制作を再開。以後国内外で個展、グループ展多数開く。2008年に著書『きりんの絵本』が刊行された。2013年7月21日に死去。享年89歳。
長年、自身のアトリエは障害のある子供や若者たちの画塾としても運営された。

## 作品
以下の美術館に所蔵作品あり
- 芦屋市立美術博物館
- 兵庫県立美術館
- 大阪中之島美術館
- ハメリーナ国立美術館（フィンランド）
- GALERIE HUNDERT MARK（koln）

## 展覧会
- 1955年「具体美術展」参加。以降10回連続出品。
- 1961年「日本の伝統と前衛展」
- 1984年「具体・AU（ART UNIDENTIFIED）展」(デュッセルドルフ（ドイツ）)[2]:157-159
- 1991年「具体展」ヨーロッパ巡回展（パリ、ローマ、ダルムスタット他。）
- 1999年　個展（フォルサ（フィンランド）のアトリエ・バリヤーモ、ハメリーン美術館）
- 1999年「具体回顧展」（ギャラリー・ジュディポーム（パリ））
- 1999年　個展（ギャラリー・ハンデル・マルカ（ケルン）)
- 1944〜2008年　個展（東京、大阪、神戸、奈良、高槻）
- 2008年　企画展（Certosa di Capri 美術館(イタリア)）
- 2011年まで、LADSギャラリー（大阪）にて毎年個展。
- 2012年7月4日〜9月10日「具体展」国立新美術館（東京）
- 2012年8月25日〜9月5日　個展（ギャラリー島田（神戸））
- 2012年9月2日〜9月30日　個展（喜多ギャラリー（奈良））
- 2015年7月28日〜8月23日「浮田要三の仕事」展（大阪府江之子島文化芸術創造センター／enoco）
- 2016年4月16日〜5月8日「脈々とGUTAI秋田 これがフジタの遺伝子だべ」秋田県立美術館（企画：鳩ノ森美術）

## 関連する人物
- 竹中郁
- 吉原治良
- 嶋本昭三
- 灰谷健次郎（小学校教師時代『きりん』の編集・普及に携わる）